# Ptilidiaceae
Ptilidiaceae là một họ rêu trong bộ Jungermanniales.